# Szczelina w Popielowej Górze
Szczelina w Popielowej Górze – schronisko na Górze Popielowej na Wyżynie Częstochowskiej będącej częścią Wyżyny Krakowsko-Częstochowskiej. Znajduje się w granicach wsi Kroczyce w województwie śląskim, w powiecie zawierciańskim, w gminie Kroczyce.

## Opis obiektu
Szczelina znajduje się we wschodniej części skał Góry Popielowej. Jest tutaj labirynt niewysokich skałek w kształcie Π. W jego lewym ramieniu znajduje się pionowy otwór o wysokości 4 m i szerokości 60 cm. Za nim w głąb skał ciągnie się pionowa szczelina o podobnych wymiarach, na końcu częściowo zaklinowana skalnym blokiem. Ta część schroniska jest oświetlona. Za blokiem tym znajduje się niewielka salka z kominkiem o długości 1,5 m. Salka jest ciemna. Występują w niej komary i motyle Triphosa.
Namulisko składa się z gliny zmieszanej z piaskiem. Na ścianach w wielu miejscach są białe nacieki i grzybki skalne, zaś między blokiem skalnym a ścianą kalcytowa szczotka z dość dużymi kryształami.
Obiekt nie był wzmiankowany w literaturze. W sierpniu 2009 r. zmierzył go i po raz pierwszy opisał Jerzy Zygmunt. On też opracował jego plan.

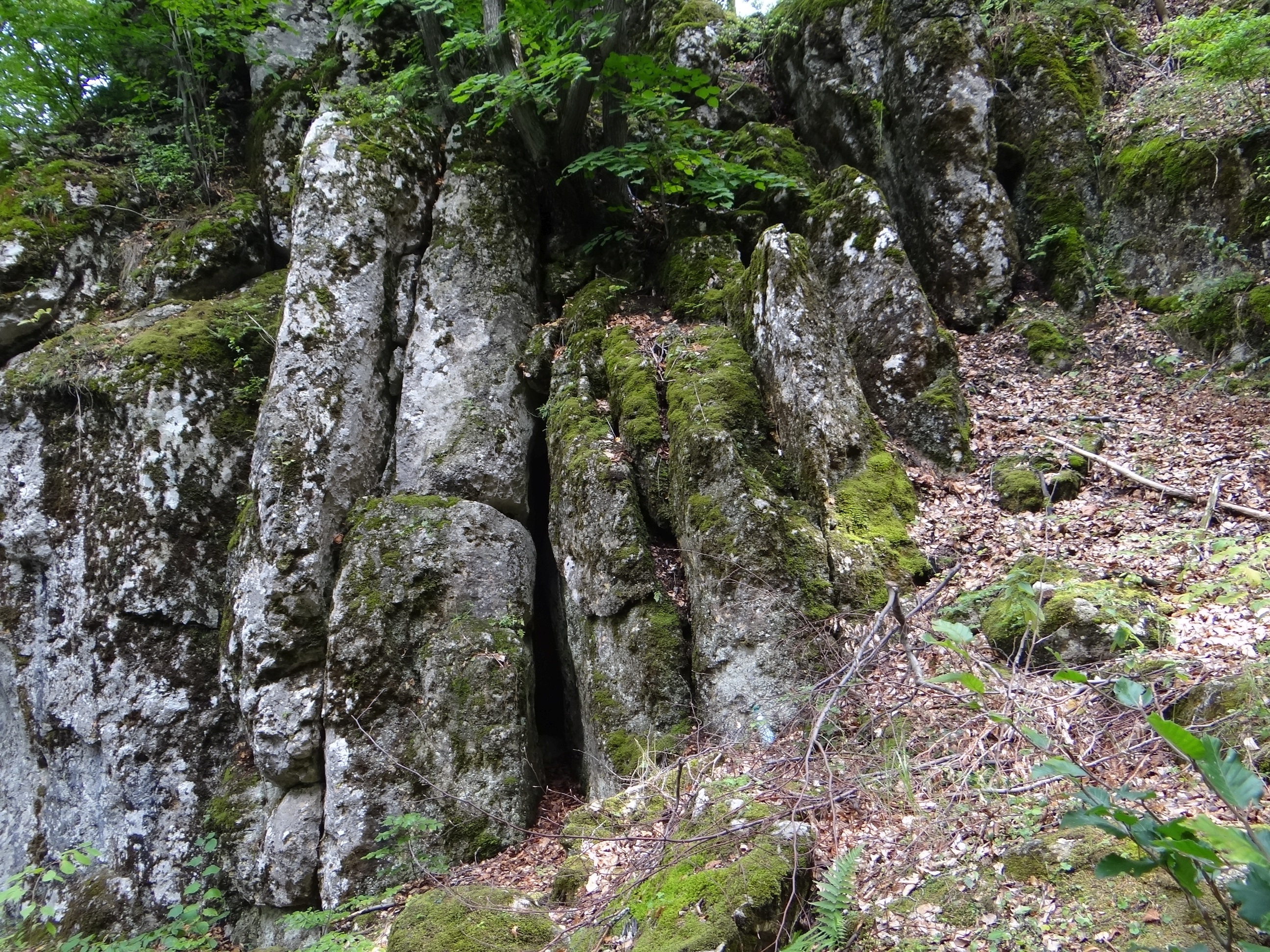
Skały z otworem
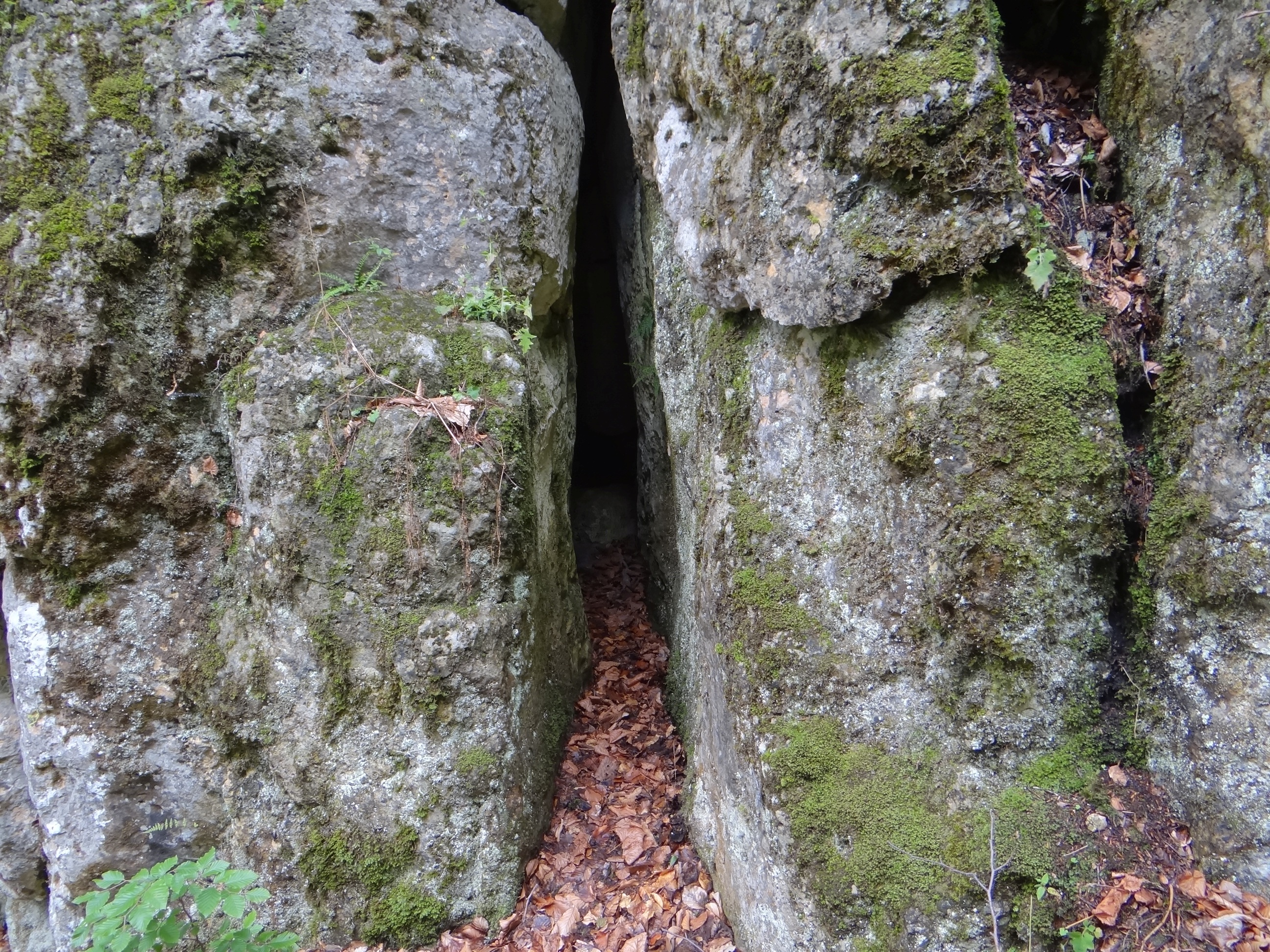
Otwór
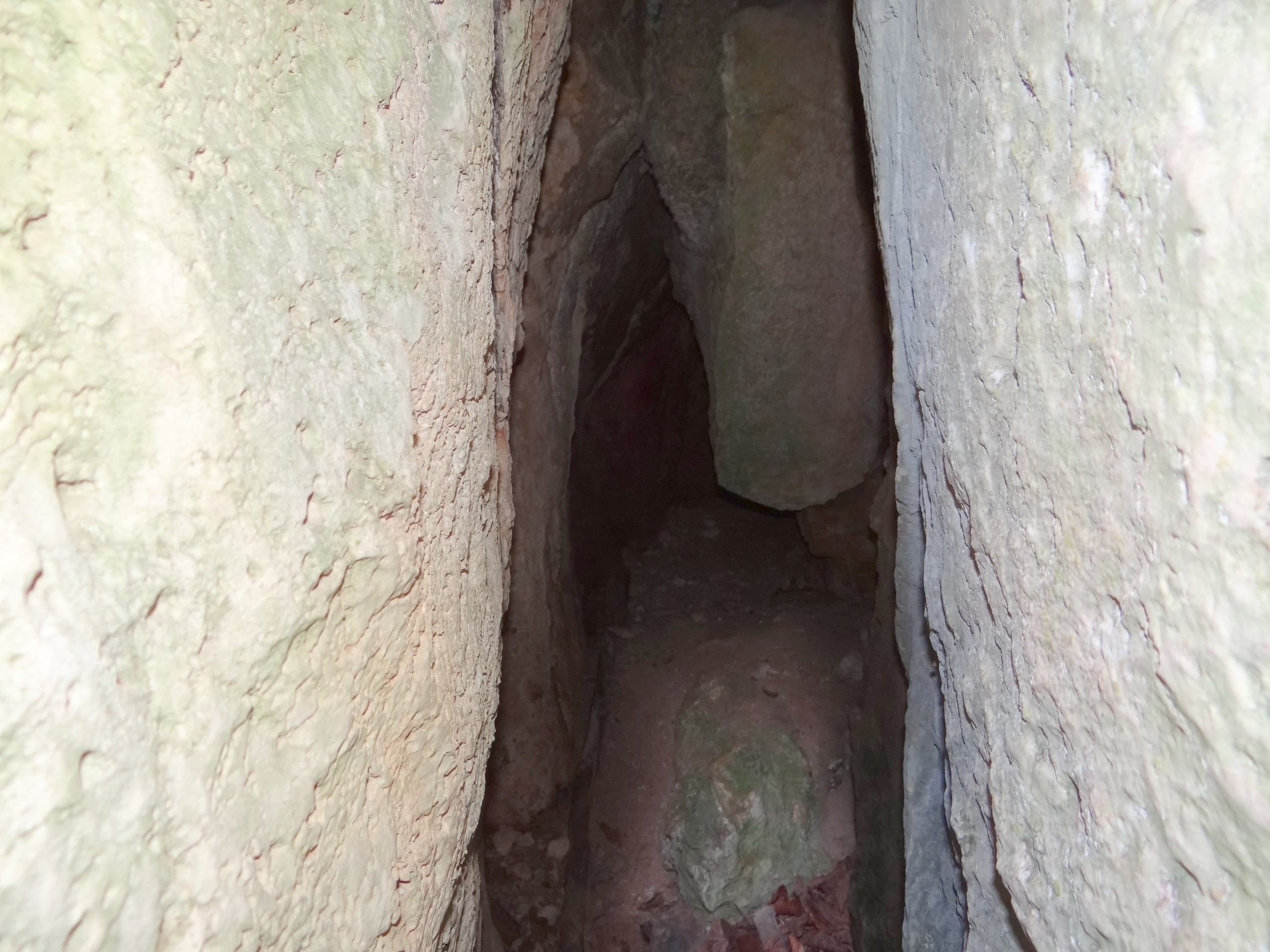
Korytarz
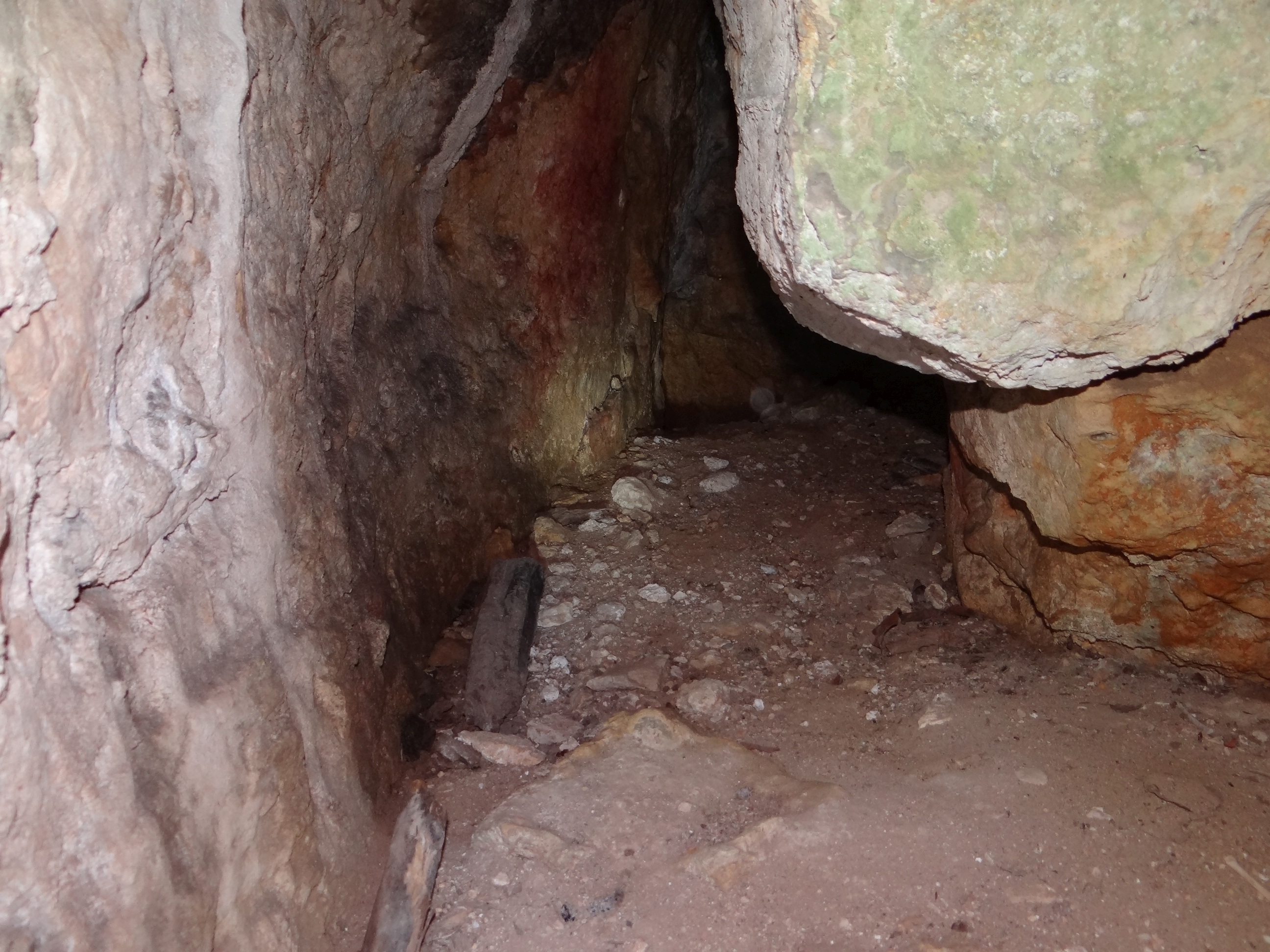
Blok na końcu korytarza
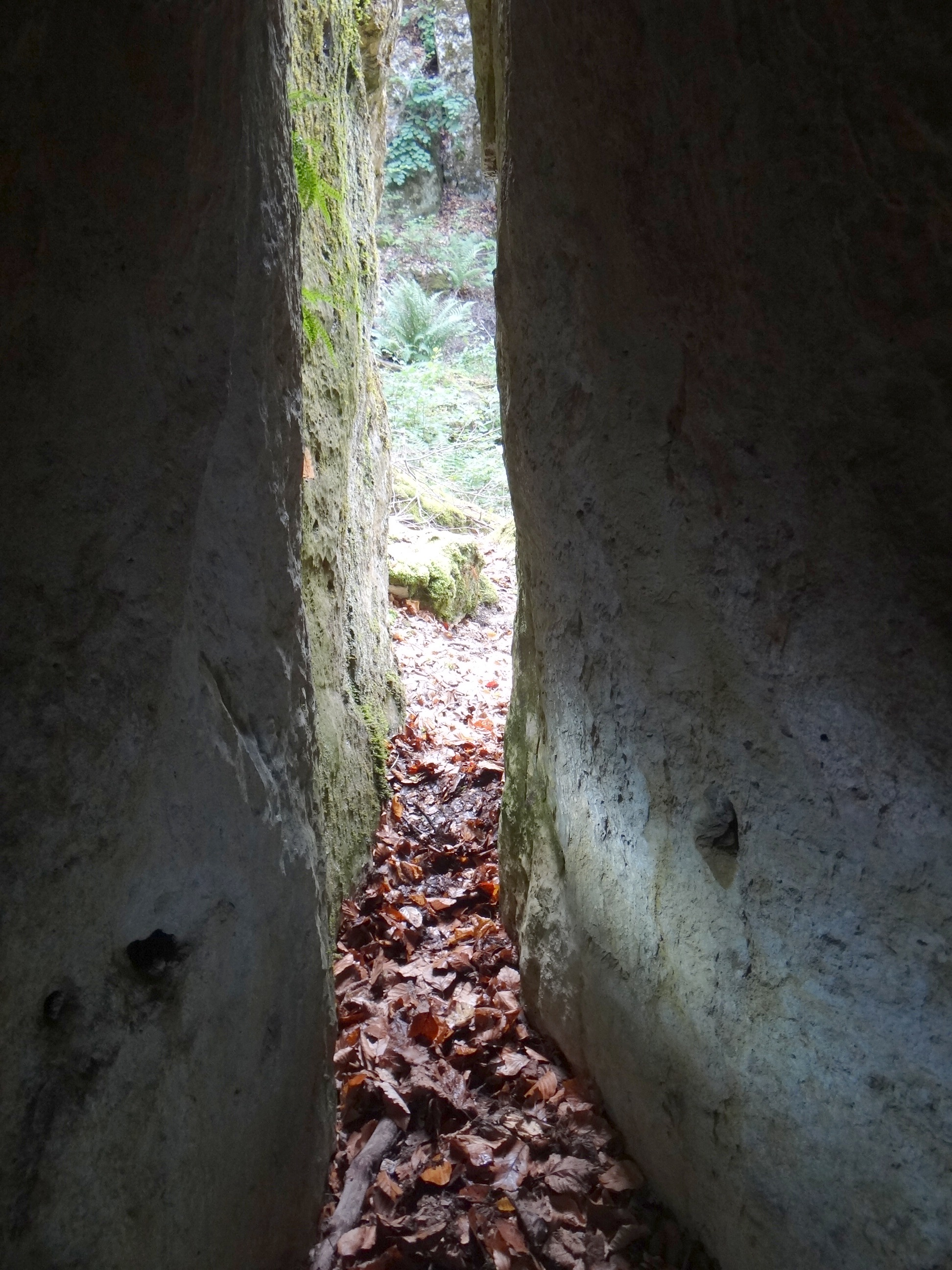
Widok ze szczeliny

Około 40 m na zachód od Szczeliny w Popielowej Górze znajduje się Jaskinia Deszczowa. Oprócz nich na Górze Popielowej jest jeszcze kilka innych jaskiń i schronisk: Jaskinia Kroczycka, Kopalnia Kalcytu w Popielowej Górze Pierwsze, Kopalnia Kalcytu w Popielowej Górze Drugie, Schronisko na Tarasie Popielowej Góry Pierwsze, Schronisko Okopcone, Schronisko Przelotowe w Popielowej Górze, Schronisko Troglobiontów, Schronisko w Krużganku.